# Ешвович, Янина
Янина Ешвович (укр. Яніна Єшвович; 15 сентября 1930, Галич, Станиславовское воеводство, Вторая Польская республика — 24 октября 2003, Украина) — председатель галицкой караимской общины, знаток галицко-луцкого диалекта караимского языка, работница банковской сферы, основатель Музея караимской истории и культуры. Представительница знатного караимского рода, известного в Галиче с XVIII века.

## Биография
Родилась 15 сентября 1930 года в знатной семье Ешвовичей в Галиче. Училась в Галицкой средней школе, высшее образование получила в Московском финансово-экономическом институте. До 1989 года работала в Галицком отделении аграрно-промышленного банка. В последние годы была заместителем руководителя банка. Также работала в региональном управлении Национального банка Украины в Ивано-Франковске.
Уделяла активное внимание сохранению и развитию культуры караимского народа. Возглавляла галицкую караимскую общину. В целях исследования изучения галицко-луцкого диалекта караимского языка в город Галич приезжали выдающиеся ученые, такие как Илья Яковлевич Нейман, Кенесбай Мусаев, Ева Агнес Чато Йогансон, Ярослав Дашкевич, Стефан Гонсеровский, Анна Сулимович, Мариола Абкович, Михаил Кизилов. Янина Ешвович радостно встречала исследователей и делилась с ними полученными знаниями по родному караимскому языку, ведь она была едва ли не единственной, которая им владела.
После закрытия кенассы в Галиче в 1960 году, а затем и ее сноса спустя 25 лет, она с другими караимами долгое время хранила имущество храма. В 1993 году передала светильники и другие предметы в кенассу Вильнюса. При непосредственном ее участии караимская библиотека, алтарь и другие вещи были переданы в Евпаторию.
Активно способствовала созданию в этом городе музея караимской культуры. В Национальный заповедник «Древний Галич», под руководством Янины Львовны, семье караимов города передали более пяти тысяч предметов материальной культуры и документов (в том числе пергаментный свиток Торы, молитвенные рукописные книги, детали интерьера галицкой кенассы, караимская периодика). Музей разместился в жилом караимском доме конца XIX века, расположенного в центре Галича на площади Рождества Христова. Музей караимской истории и культуры открыт 4 ноября 2004 года, через год после смерти Янины Ешвович.
Участники и участницы галицкой караимской общины собирались в доме Янины Львовны на Шабат и другие религиозные праздники, слушали богослужения, записанные на магнитофонную пленку, читали караимские журналы, определяли план развития культуры общины. В марте 1995 года община вошла во Всеукраинскую ассоциацию крымских караимов «Крымкарайлар». В 1996 году галицкие караимы, при активном участии Янины Львовны, отметили 750-летие общины. В 2000 году Галицкая территориальная караимская община официально зарегистрирована в государственных органах.
В 2002 году участвовала в Международной научной конференции «Караимы Галича: история и культура», где освещала тему «Галицкая караимская община в XX веке», поздравляла присутствующих на родном караимском языке и знакомила с национальной кухней, угощая присутствующих кубете.
Умерла 24 октября 2003 года.